# Бокарёв, Евгений Алексеевич
Евге́ний Алексе́евич Бокарёв (12 (25) февраля 1904, с. Средне-Егорлыкское, Ставропольская губерния, ныне с. Средний Егорлык, Ростовская область — 11 марта 1971, Москва) — советский лингвист, исследователь дагестанских языков, эсперантолог, заведующий сектором кавказских языков Института языкознания АН СССР, составитель наиболее полных для своего времени русско-эсперантского (издательство «Энциклопедия», 1966) и эсперанто-русского (1974) словарей.
Старший брат рано погибшего лингвиста-дагестановеда Анатолия Бокарёва.

## Биография
Учился в реальном училище города Темир-Хан-Шура (ныне Буйнакск). Среднюю школу окончил в 1922 году в с. Средне-Егорлыкском, куда родители вернулись после Октябрьской революции. С начала 1921 года одновременно с учёбой начал работать учителем в начальной школе.
В 1922 году поступил в Политехнический институт, а в 1923 году перевёлся в Ростовский университет, который окончил по отделению русского языка и литературы педагогического факультета. По окончании университета, с 1925 года работал школьным учителем (Северная Осетия, Дагестан).
С 1931 года перешёл на работу в Дагестанский педагогический институт. После сдачи кандидатского минимума и защиты диссертации получил в 1937 году учёную степень кандидата и в 1938 году учёное звание доцента. В 1939 году поступил в докторантуру Института языка и мышления АН СССР, однако не успел закончить её из-за начавшейся Великой Отечественной войны. Был призван во флот, служил с июня 1941 года по июнь 1946 года. 11 сентября 1941 года был тяжело ранен. Во время войны, в 1944 году, вступил в ВКП(б). После демобилизации в 1946 году был зачислен старшим научным сотрудником в Институт языка и мышления, а в 1950 году, после его ликвидации, — в Институт языкознания АН СССР. Ответственный секретарь журнала «Вопросы языкознания» (1952—1955).
В 1955 году защитил докторскую диссертацию «Цезские (дидойские) языки Дагестана» (опубликована в виде книги в 1959 г.)
В 1957 году Бокарёв участвовал в подготовке к VI Международному фестивалю молодёжи и студентов (Москва) — руководил организацией встреч эсперантистов разных стран. Из этой подготовки после фестиваля возродилось эсперанто-движение в Советском Союзе (с середины 1930-х эсперантистов преследовали, руководство союза эсперантистов было репрессировано).
Бокарёв много сделал для официализации эсперанто в СССР — при Союзе советских обществ дружбы и культурных связей с народами зарубежных стран (ССОД) в 1962 году была образована Комиссия по международным связям советских эсперантистов, долгое время единственная официальная организация эсперантистов страны. Бокарёв был председателем этой комиссии с момента её основания до своей смерти.
С 1963 года состоял в Академии эсперанто — регулирующем органе языка эсперанто.
Е. А. Бокарёв участвовал в спорах о «естественных» и «искусственных» языках, выступал против такого противопоставления. По его мнению, все языки в той или иной мере искусственные — возникают в обществе и испытывают на себе его активное воздействие. Следовательно, надо говорить о степени искусственности тех или иных языков, но не противопоставлять «естественные» и «искусственные» как два непересекающихся множества.

### Семья
- Родители — Алексей Иванович Бокарёв и Антонина Семёновна (урожд. Якубова)[5]
- Жена — Наталья Владимировна Горлова
  - дочь Людмила, в замужестве Лопатина (муж — лингвист В. В. Лопатин)
    - внук Николай Лопатин, историк

  - дочь Антонина

## Награды
- орден Трудового Красного Знамени (27.03.1954)
- орден Красной Звезды (12.06.1944)
- медали

## Избранные труды
- Цезские (дидойские) языки Дагестана. М.: Изд-во Акад. наук СССР, 1959.
- Сравнительно-историческая фонетика восточнокавказских языков. М.: Наука , 1981.
- Эсперанто-русский словарь — Esperanta-rusa vortaro: Ок. 26000 слов. С прил. крат. граммат. очерка эсперанто / Е. А. Бокарев; [Предисл. В. Григорьева], 488 с. 17 см, 2-е изд., стер. М.: Русский язык, 1982.